# Philippe Le Bas
Philippe Le Bas (Parigi, 18 giugno 1794 – Parigi, 19 maggio 1860) è stato un grecista, epigrafista, archeologo, traduttore e bibliotecario francese.
Era il figlio di Philippe-François-Joseph Le Bas e di Élisabeth Duplay, figlia di Maurice Duplay e sorella di Éléonore Duplay. Vide suo padre solo per 6 settimane a causa del suo suicidio avvenuto durante la caduta di Robespierre la notte tra il 27 e il 28 luglio 1794.